# Apertura Zaragoza
|       |       |       |       |       |       |       |       |       |  |
|       | a8 rd | b8 nd | c8 bd | d8 qd | e8 kd | f8 bd | g8 nd | h8 rd |  |
| a7 pd | b7 pd | c7 pd | d7 pd | e7 pd | f7 pd | g7 pd | h7 pd |       |  |
| a6    | b6    | c6    | d6    | e6    | f6    | g6    | h6    |       |  |
| a5    | b5    | c5    | d5    | e5    | f5    | g5    | h5    |       |  |
| a4    | b4    | c4    | d4    | e4    | f4    | g4    | h4    |       |  |
| a3    | b3    | c3 pl | d3    | e3    | f3    | g3    | h3    |       |  |
| a2 pl | b2 pl | c2    | d2 pl | e2 pl | f2 pl | g2 pl | h2 pl |       |  |
| a1 rl | b1 nl | c1 bl | d1 ql | e1 kl | f1 bl | g1 nl | h1 rl |       |  |
|       |       |       |       |       |       |       |       |       |  |

La Apertura Zaragoza (ECO A00) es una apertura menor. Controla una sola casilla central y con ellas se puede transponer a otras líneas, pero, en general, se entra en líneas inferiores. En contraposición del gambito de dama, que permite abrir el centro mediante c4, aquí se busca preparar con fuerza la jugada e4 para presionar el centro enemigo. Si bien las negras tienen muchas jugadas a elegir, el esquema básico de las blancas sería jugar:
c3, d4, Af4, e3, Ad3, 0-0, Te1, Cd2 y finalmente e4. El gran inconveniente de esta apertura es que se vuelve muy predecible el objetivo de las blancas, por lo que las negras pueden organizar sus fuerzas para impedirlo e incluso tomar la iniciativa (c5), aprovechándose de la lentitud de las blancas.
Línea principal
1.c3
1... e5 2.d4 exd4 3.cxd4 llega a una posición típica de ataque de minorías
1... d5 traspondrá al sistema Londres tras 2.d4
1... c5 permite entrar en la siciliana Alapin con 2. e4